# Głowa człowieka ze Wschodu
Głowa człowieka ze Wschodu (Król Jozjasz (Azariasz) zarażony trądem, Mężczyzna w stroju orientalnym) – obraz autorstwa Rembrandta.
Niektórzy historycy sztuki identyfikują postać z królem Judei Azariaszem. Azariasz miał popełnić grzech pychy, przywdziewając szaty kapłańskie i poświęcając kadzidło na ołtarzu w świątyni w Jerozolimie. Czyn ten został natychmiast ukarany przez Boga, który poprzez błyskawicę rozdarł dach świątyni na pół, a przechodzący promień poraził króla trądem (1Krn. 26. 15-23).
Rembrandt przedstawił postać króla z mocno zaciśniętymi dłońmi, z widocznym napięciem na twarzy i z pierwszymi śladami trądu. Obraz powstał w Amsterdamie w okresie, gdy w mieście szalała zaraza. W tle znajduje się złota kolumna z okalającym ją motywem węża. Być może jest to nawiązanie do grzechu pychy, który zniszczył karierę Azariasza.